# Jasseines
Jasseines település Franciaországban, Aube megyében. Lakosainak száma 160 fő (2022. január 1.). Jasseines Aulnay, Brillecourt, Dampierre, Dommartin-le-Coq, Donnement és Vaucogne községekkel határos.

## Népesség
A település népessége az elmúlt években az alábbi módon változott:
| Lakosok száma | 186  | 158  | 148  | 151  | 178  | 179  | 177  | 176  | 171  | 160  |
|               | 1968 | 1982 | 1999 | 2006 | 2011 | 2015 | 2017 | 2018 | 2020 | 2022 |